# Rhaphidophora korthalsii
Rhaphidophora korthalsii Schott – gatunek wieloletnich, wiecznie zielonych pnączy z rodziny obrazkowatych, pochodzących z obszaru od Tajlandii i Malezji do wysp zachodniego Pacyfiku, zasiedlających lasy deszczowe. Komórki tych roślin posiadają 60 chromosomów tworzących 30 par homologicznych.